# Адріан Шут
Адріан Шут (рум. Adrian Șut, нар. 30 квітня 1999, Кочуба-Маре) — румунський футболіст, півзахисник клубу «Стяуа» та національної збірної Румунії. Виступав також за низку інших румунських клубів, зокрема за клуби «Тиргу-Муреш», «Пандурій» та «Академіка» (Клінчень). Чемпіон Румунії.

## Клубна кар'єра
Адріан Шут народився 1999 року в Кочуба-Маре, розпочав займатися футболом у юнацькій команді клубу «Ліберті» (Салонта), пізніше продовжив займатися у школі клубу «Тиргу-Муреш». У дорослому футболі дебютував у 2015 році в основній команді клубу «Тиргу-Муреш», проте за рік зіграв у її складі лише 2 матчі, і в 2017 році перейшов до складу клубу «Пандурій», у складі якого грав до середини 2018 року, та здобув місце в основному складі команди.
2018 року Адріан Шут уклав контракт з клубом «Академіка» (Клінчень), де також здобув місце в основі команди. За рік на футболіста звернули увагу представники найтитулованішого румунського клубу «Стяуа», з яким Шут уклав контракт у 2019 році, проте ще на рік на правах оренди залишився у склді «Академіки». З 2020 року він вже на постійній основі грав у складі «Стяуа», де здобув місце в основному складі команди, та в сезоні 2023—2024 років став чемпіоном Румунії. Станом на 7 червня 2024 року відіграв за бухарестську команду 117 матчів в національному чемпіонаті.

## Виступи за збірну
У 2024 році Адріан Шут, ще не зігравши жодного матчу у складі національної збірної Румунії, був включений до її складу на чемпіонат Європи з футболу 2024 року. Дебютував у складі румунської збірної під час підготовчих товариських матчів до чемпіонату Європи.

## Титули і досягнення
- Чемпіон Румунії (2):

«ФКСБ»: 2023-24, 2024-25
- Володар Суперкубка Румунії (2):

«ФКСБ»: 2024, 2025